# Salon (Uttar Pradesh)
Salon es un pueblo y nagar Panchayat situado en el distrito de Rae Bareli en el estado de Uttar Pradesh (India). Su población es de 14757 habitantes (2011). 

## Demografía
Según el  censo de 2001 la población de Salon era de 13166 habitantes, de los cuales el 51,3% eran hombres y el 48,7% eran mujeres. Salon tiene una tasa media de alfabetización del 49,54%, inferior a la media nacional del 59,5%.